# Laurent-Antoine Pagnerre
Laurent-Antoine Pagnerre est un libraire et homme politique français, né le 25 octobre 1805 à Saint-Ouen-l'Aumône, France, et mort le 29 septembre 1854 à Saint-Ouen-l'Aumône, France.

## Biographie
Il est d'abord clerc de notaire, puis clerc d'avoué. En 1824, il s'établir à Paris, où il travaille dans une maison d'imagerie. Après avoir quelque temps cherché sa voie, il s'établit libraire : l'édition des pamphlets de Cormenin, dont ce dernier fait d'ailleurs les frais, et qui se vendent à grand nombre, le mettent en vue. 
Combattant de juillet 1830, Pagnerre est de ceux qui pressent vainement La Fayette de proclamer la république et de convoquer une Assemblée constituante. Lorsque Louis-Philippe Ier se rend avec des intentions toutes différentes, à l'Hôtel de ville de Paris, Pagnerre, après l'avoir invité à rebrousser chemin, devient bientôt, sous la monarchie constitutionnelle, le libraire et l'éditeur attitré des écrivains du parti démocratique, collabore à un ouvrage qui fait un certain bruit : Paris révolutionnaire, et publie l'Histoire de Dix ans de Louis Blanc, les pamphlets de La Mennais, les recueils de biographies parlementaires rédigés sous les auspices de la gauche dynastique, etc. À plusieurs reprises, il est poursuivi et condamné pour les écrits qu'il édite. Néanmoins, il ne cesse de se mêler activement aux luttes de l'opposition, est membre de la société jacobine Aide-toi, le ciel t'aidera, président de la Société républicaine pour l'éducation du peuple, commissaire de diverses sections de la Société des droits de l'homme, secrétaire de l'Association la liberté de la presse, et organisateur (1845) du comité central des électeurs de la Seine, puis de la plupart des banquets réformistes. C'est à lui qu'est due la fondation du Comptoir d'Escompte et du Cercle de la librairie. 
En relation avec les principaux membres du parti républicain, surtout avec les hommes du National, dont il partage les idées, il est, au lendemain de la Révolution française de 1848, nommé adjoint au maire de Paris par son ami, Louis-Antoine Garnier-Pagès, puis maire du 10e arrondissement de Paris, et secrétaire général du Gouvernement provisoire de 1848 le 1er mars. Il contresigne en cette qualité plusieurs décrets importants du gouvernement. 
Le 9 mars, il est placé à la tête du Comptoir national d'escompte de Paris, dont il reste jusqu'à sa mort un des administrateurs. 
Les élections du 23 avril 1848 envoient Pagnerre à l'Assemblée constituante, comme l'élu de deux départements : Seine et Seine-et-Oise. Il opte pour Seine-et-Oise, prend place au centre parmi les républicains modérés, devient secrétaire général de la Commission exécutive de 1848, contribue à la répression de l'insurrection républicaine à Paris en juin 1832. Il vote contre le rétablissement du cautionnement, pour l'abolition de la peine de mort, il vote contre l'amendement Grévy, contre l'abolition du remplacement militaire, contre le droit an travail, pour la proposition Rateau, pour l'interdiction des clubs, pour les crédits de l'expédition de Rome, contre la mise en accusation du président et des ministres. Il ne fait qu'une opposition réservée à la politique présidentielle de Louis-Napoléon Bonaparte. Rentré dans la vie privée, après avoir refusé les fonctions de directeur de l'Imprimerie nationale, il reprend la direction de sa librairie.
En tant que libraire, il a notamment imprimé la traduction en français par François-Victor Hugo des œuvres de William Shakespeare, dont la série complète parait en 18 volumes entre 1859 et 1866.
Quelques dossiers et papiers personnels de Laurent-Antoine Pagnerre sont conservés aux Archives nationales.